# Lisov
Lisov település Csehországban, a Dél-plzeňi járásban. Lisov Hradec, Honezovice, Holýšov és Ves Touškov településekkel határos. Lakosainak száma 139 fő (2024. január 1.).

## Népesség
A település lakosságának változását az alábbi diagram mutatja:
| Lakosok száma | 177  | 175  | 217  | 164  | 106  | 107  | 116  | 120  | 130  | 139  |
|               | 1869 | 1900 | 1921 | 1961 | 1980 | 2011 | 2016 | 2019 | 2021 | 2024 |